# Сергієвська (Тарногський район)
Се́ргієвська (рос. Сергиевская) — присілок у складі Тарногського району Вологодської області, Росія. Входить до складу Маркушевського сільського поселення.

## Населення
Населення — 99 осіб (2010; 143 у 2002).
Національний склад (станом на 2002 рік):
- росіяни — 99 %